# Кавенчин (Томашовський повіт)
Кавенчин (пол. Kawęczyn) — село в Польщі, у гміні Жечиця Томашовського повіту Лодзинського воєводства.
Населення — 128 осіб (2011).
У 1975-1998 роках село належало до Пйотрковського воєводства.

## Демографія
Демографічна структура станом на 31 березня 2011 року:
|          | Загалом | Допрацездатний вік | Працездатний вік | Постпрацездатний вік |
| -------- | ------- | ------------------ | ---------------- | -------------------- |
| Чоловіки | 66      | 16                 | 43               | 7                    |
| Жінки    | 62      | 10                 | 37               | 15                   |
| Разом    | 128     | 26                 | 80               | 22                   |